# Trude Jochumová-Beiserová
Trude Jochumová-Beiserová (* 2. září 1927, Lech am Arlberg) je bývalá rakouská alpská lyžařka.
Je držitelkou tří olympijských medailí. Na olympijských hrách ve Svatém Mořici roku 1948 vyhrála závod v kombinaci a získala stříbro ve sjezdu. Na dalších hrách v Oslu roku 1952 sjezd vyhrála. Stala se první ženskou lyžařkou, která získala dvě olympijské medaile. Je též mistryní světa ve sjezdu z roku 1950, na stejném šampionátu brala stříbro v obřím slalomu. V roce 1952 byla vyhlášena rakouským sportovcem roku.
Vyrůstala s deseti sourozenci, se kterými se jako malá musela dělit o jediný pár lyží. V roce 1948 se provdala za Aloise Jochuma a o rok později porodila prvního potomka, syna Alfreda. Kvůli mateřství přerušila závodní kariéru, ale po roce se vrátila k závodění. Kariéru definitivně ukončila po OH 1952. Několik let pak pracovala jako lyžařská instruktorka v rodném Lechu, později si zde s manželem otevřela kavárnu Café Olympia, kterou po ní převzal její syn Alfred.